# 泉子街镇
泉子街镇，是中华人民共和国新疆维吾尔自治区昌吉回族自治州吉木萨尔县下辖的一个乡镇级行政单位。

## 行政区划
泉子街镇下辖以下地区：
泉子街镇社区、小西沟村、太平村、公圣村和牧业村。